# 庫爾圖班湖
52°37′59″N 58°40′25″E / 52.6331°N 58.6737°E
庫爾圖班湖（俄语：Култубан），是俄羅斯的湖泊，位於該國西南部，由巴什科爾托斯坦共和國負責管轄，長3.5公里、寬2.2公里，面積7平方公里，海拔高度371米，集水區面積60.6平方公里，平均水深4.1米，最大水深5.5米。